# 中尾明 (翻訳家)
中尾 明（なかお あきら、1930年9月23日 - 2012年9月26日）は、日本の翻訳家、SF作家、児童文学者。
東京府生まれ。明治学院大学英文科卒業。日中児童文学美術交流センター会長、日本児童文学者協会理事、創作集団プロミネンス代表を務めていた。数多くの創作と翻訳（SF、推理小説など）がある。本名は長尾（旧姓：岡部）利男。

## 略歴
板橋区に六人弟妹の長男として生まれる。
1953年、明治学院大学を卒業後、秋田書店に編集者として入社。月刊誌『漫画王』の編集者として手塚治虫番（「ぼくのそんごくう」を担当）をするも結核になり、退職。その後はフリーのライターとして講談社『少年マガジン』などにかかわる。少年少女雑誌にノンフィクション、ルポ、ノベライズ、漫画原作（細野みち子「白鳥少女」少女フレンド連載）、ジュブナイルのSFやミステリーの翻訳にも手を染めるなど多方面の執筆活動を行い、創作でも代表作『黒の放射線』などを発表した。
1966年ごろ、福島正実らとともに少年文芸作家クラブ（のち創作集団プロミネンスに改称）の設立にかかわる。同クラブ企画の福島正実記念SF童話賞の選考委員を逝去するまで担当していた。1989年、日中児童文学美術交流センターの設立に参加、理事をとなる。2003年、前会長・前川康男の死去にともない第２代会長に就任。
2012年9月26日、82歳にて死亡。偲ぶ会が同年12月8日に日本出版クラブ会館で開催された。

## 著書
- 『原ばくスパイ0号』（岩崎書店、おはなしノンフィクション） 1967
- 『黒の放射線』（盛光社 (ジュニアSF3)　1967.3
- 『世界大スパイ作戦』（朝日ソノラマ、ビッグシリーズ） 1969
- 『脱出への挑戦 奇術王フーディーニ』（朝日ソノラマ、ヤング・ノンフィクション） 1970
- 『ピュリツァー』（潮出版社、ポケット偉人伝） 1971
- 『黒の放射線』（鶴書房盛光社、SFベストセラーズ3） 1972　のちソノラマ文庫
- 『のりものあいうえお』（偕成社、ことばをおぼえるほん） 1973
- 『君は幽霊を見たか』（三省堂、三省堂らいぶらりいSF傑作短編集） 1977.11
- 『テレパス少女』 (集英社文庫) 1980.10
- 『きえた火星ロボット』（岩崎書店、あたらしい創作童話） 1981.6
- 『宇宙島の少年』（文化出版局、ポケットメイツ) 1981.10： 「子供の科学」に1979年7月から1988年頃まで連載。文化出版局からは1 - 4シリーズ(1979年7月 - 1981年6月)が出版された。
- 『いて座の少女』（徳間文庫) 1981.11：「SFベストセラーズ」の再刊
- 『小説 紅い牙』（柴田昌弘原作、白泉社、花とゆめcomicsスペシャル) 1982.9
- 『UFOのおとしもの』（岩崎書店） 1983.12 のちフォア文庫
- 『UFOのプレゼント』（国土社、ジュニア・ノベルズ） 1983.12
- 『宇宙島の少年』（誠文堂新光社） 1984.9： 「子供の科学」に1979年7月から1988年頃まで連載。誠文堂新光社からは1 - 10シリーズ(1979年7月 - 1984年6月)が出版された。
- 『ケムシだんちのタスケルマン』（岩崎書店、現代の創作幼年童話） 1985.3
- 『宇宙人がせめてきた パニックものがたり』（岩崎書店、愛と勇気のノンフィクション) 1986.4
- 『地中にねむる古代をさがせ 大森貝塚を発見したモース博士』（PHP研究所） 1987.2
- 『異郷に咲いたなでしこの花 イタリアにわたった日本初の女流洋画家 ラグーザ・玉』（PHP研究所） 1987.9
- 『愛で育てる世界チャンピオン ボクシングトレーナーひとすじに生きたエディ』（PHP研究所） 1988.9
- 『ガールフレンドはむちゃっこロボット』（PHP研究所、PHPおはなしいっぱいシリーズ） 1989.3
- 「みけねこミケジロー」（PHP研究所）
『みけねこミケジローのなぞなぞアパート』 1990.7
『みけねこミケジローのなぞなぞ・めいろランド』 1991.12
『みけねこミケジローのなぞなぞカード』 1992.8
『みけねこミケジローのなぞなぞラーメン』 1994.8
『みけねこミケジローのなぞなぞ前世占い』 1996.11
『みけねこミケジローのなぞなぞガイコツ』 1997.5
『みけねこミケジローのなぞなぞめいわく手紙』 1999.2
『みけねこミケジローのなぞなぞ王TV選手権』 2003.12
- 『世界のホームラン王 - 王貞治』（岩崎書店、伝記・人間にまなぼう） 1992.4
- 「竜太と久美の探偵ノート」（岩崎書店）
『ゲーム・ソフトがぬすまれた 竜太と久美の探偵ノート』 1992.11 のちフォア文庫
『星占いのペンがきえた 続・竜太と久美の探偵ノート』 1994.8 のちフォア文庫
『ラジコンカーが火をふいた 竜太と久美の探偵ノート3』 1996.3
『超能力があばかれた 竜太と久美の探偵ノート4』 1998.2
『歌うゆうれいがあらわれた 竜太と久美の探偵ノート5』 2000.1
『インコのボンコがにげだした 竜太と久美の探偵ノート6』 2000.11
- 『ロシアからきた大投手 日本のプロ野球外国人選手第一号 スタルヒン』（PHP研究所） 1993.12
- 『インスタントラーメン誕生物語 幸せの食品インスタントラーメンの生みの親・安藤百福』（PHP研究所） 1998.7
- 『口さけ女があらわれた』（岩崎書店、フォア文庫） 2002.9
- 『ぼくのフライドチキンはおいしいよ あのカーネルおじさんの、びっくり人生』（PHP研究所） 2002.12

## 編著
- 『なぞなぞ学校』（偕成社、学年別クイズ百科） 1970

## 翻訳
- 『火星の頭脳交換』（E・R・バローズ、講談社、火星シリーズ) 1967
- 『逃げたロボット』（レスター・デル・レイ、岩崎書店、SF世界の名作) 1967
- 『火星人がせめてきた』（ウエルズ、岩崎書店、SFえどうわ) 1968
- 『幽霊の階段』（カロリン・キーン 、ポプラ社、ジュニア世界ミステリー) 1968
- 『宇宙連邦捜査官』（ロバート・M・ウィリアムズ、久保書店QTブックスSF) 1968
- 『地球発狂計画』（ジョージ・O・スミス、久保書店QTブックスSF) 1968
- 『恐怖の逃亡作戦 ナポレオン・ソロ』（ピーター・レスリー、久保書店QTブックス) 1968
- 『超能力作戦』（ラッセル、偕成社、SF名作シリーズ) 1969
- 『わんぱくロボット』（アレグザンダー・ケイ、偕成社、世界のこどもエスエフ) 1969
- 『タイタンの妖怪』（ハインライン、集英社、ジュニア版世界のSF) 1969
- 『狂ったエデン』（D・キーン、L・プライン、立風書房、Rippu neo SF) 1969
- 『恐怖の惑星』（クロス、文研出版、文研児童読書館) 1970
- 『第四惑星の反乱』（シルヴァーバーグ、岩崎書店、SF少年文庫) 1970
- 『オーペアボーイ』（アンドリュー・マッコール、久保書店） 1970
- 『転位』（エドマンド・クーパー、早川書房、ハヤカワ・SF・シリーズ) 1970
- 『死の24時間レース』（ギブソン、集英社、ジュニア版世界の冒険） 1971
- 『生きていた火星人』（ロバート・シルヴァーバーグ、あかね書房、少年少女世界SF文学全集) 1971
- 『幸福を生む考え方』（マクスウェル・マルツ、創元社） 1971
- 『遥かなる日没』（エドモンド・クーパー、早川書房、ハヤカワSFシリーズ) 1971
- 『トンネル脱走作戦』（ウィリアムズ、少年少女講談社文庫） 1972
- 『女吸血鬼カーミラ』（レ・ファニュ、朝日ソノラマ） 1972 のちフォア文庫
- 『深海レインジャー部隊』（ウォルトン、偕成社、SF名作シリーズ) 1972
- 『姿なき殺人鬼』（バン＝ダイン、集英社、ジュニア版世界の推理) 1972
- 『007(ダブルオーセブン)は殺しの番号』（イアン・フレミング、集英社、ジュニア版世界の推理) 1972
- 『海底の地震都市』（フレデリック・ポール、ジャック・ウィリアムスン、あかね書房、少年少女世界SF文学全集） 1972
- 『影を追う男』（クェンティン、集英社、ジュニア版世界の推理) 1973
- 『吸血鬼ドラキュラ』（ブラム・ストーカー、偕成社、世界の怪奇名作) 1973
- 『名馬スモーキー』（ジェームズ、集英社、母と子の名作文学) 1973
- 『怪奇植物トリフィドの侵略』（ジョン・ウィンダム、あかね書房、少年少女世界SF文学全集) 1973
- 『39階段のなぞ』（ジョン・バカン、朝日ソノラマ、少年少女世界冒険小説) 1973
- 『臆病者の未来』（フレデリック・ポール、早川書房、ハヤカワ・SF・シリーズ) 1973
- 『怪紳士暗黒街を行く』（レスリー・チャータリス、あかね書房、推理・探偵傑作シリーズ) 1974
- 『黄色い部屋の秘密』（ガストン・ルルー、あかね書房、推理・探偵傑作シリーズ) 1974
- 『サミー南へ行く』（W・H・キャナウェイ、岩崎書店、ジュニア・ベスト・ノベルズ) 1975
- 『ベニスの商人』（チャールズ・ラム、集英社、ジュニア版世界の文学) 1975
- 『自分の心を操縦する 自己実現のための行動法則』（マックスウェル・マルツ、実務教育出版） 1976
- 『話すどくろの謎』（ヒチコック、偕成社、ヒチコック・ミステリー2）  1976.1
- 『気球探検二万メートル』（ホーナー、あかね書房、少年少女世界の大探検) 1976.3
- 『銀グモの秘密』（ヒチコック、偕成社、ヒチコック・ミステリー4） 1976.4
- 『かぶと虫事件の怪』（ヴァン・ダイン、岩崎書店、世界の名探偵物語) 1976.4
- 『らせん階段のなぞ』（マリー・ラインハート、あかね書房、推理・探偵傑作シリーズ) 1976.4
- 『天狼星の侵略 宇宙監視員ラッキー・スター1』（アイザック・アジモフ、角川文庫SFジュブナイル) 1976.12
- 『小惑星の海賊 宇宙監視員ラッキー・スター2』（アイザック・アジモフ、角川文庫SFジュブナイル) 1977.9
- 『英仏海峡のなぞ』（フリーマン・W・クロフツ、文研出版、文研の名作ミステリー) 1977.6
- 『ゆうれい城のひみつ』（B・シヴァース、あかね書房、犬の名探偵シャーロック・ハウンド) 1982.5
- 『魔女やしきのなぞ』（B・シヴァース、あかね書房、犬の名探偵シャーロック・ハウンド) 1982.11
- 『消えた黄金カップ』（B・シヴァース、あかね書房、犬の名探偵シャーロック・ハウンド) 1983.6
- 『レンズマン 三惑星連合軍の戦い』（E・E・スミス、講談社青い鳥文庫） 1984.9
- 『銀グモの秘密』（ロバート＝アーサー、偕成社、スーパーブックス) 1987.4
- 『話すどくろの謎』（ロバート＝アーサー、偕成社、スーパーブックス) 1987.4
- 『黄金の恐竜事件』（R・エステス、偕成社、スーパーブックス) 1988.8
- 『ロジャー・ラビット』（講談社X文庫） 1988.12
- 『ミクロキッズ』（講談社、映画ストーリーブック) 1990.3
- 『名犬ラッシー』（エリック・ナイト、学習研究社、学研・テレビ絵本) 1996.2
- 『ハートの7事件』（モーリス・ルブラン、フレーベル館、ミステリー劇場) 1997.2

### コナン・ドイル
- 『まだらの紐』（アーサー・コナン・ドイル、集英社、名探偵シャーロック・ホームズ) 1973
- 『唇のねじれた男 』（コナン＝ドイル、偕成社、シャーロック＝ホームズ全集6） 1982.1
- 『シャーロック＝ホームズの冒険』上（コナン＝ドイル、常盤新平共訳、偕成社、シャーロック＝ホームズ全集5） 1983.6
- 『赤毛軍団のひみつ』（コナン・ドイル、岩崎書店、名探偵シャーロック・ホームズ) 1988.6
- 『なぞのブナやしき』（コナン・ドイル、岩崎書店、名探偵シャーロック・ホームズ) 1988.8
- 『技師のおやゆび事件』（コナン・ドイル、岩崎書店、名探偵シャーロック・ホームズ) 1988.9
- 『背中のまがった男』（コナン・ドイル、岩崎書店、名探偵シャーロック・ホームズ) 1988.10
- 『なぞの入院患者』（コナン・ドイル、岩崎書店、名探偵シャーロック・ホームズ) 1988.12
- 『怪船グロリア・スコット号』（コナン・ドイル、岩崎書店、名探偵シャーロック・ホームズ) 1989.1
- 『六つのナポレオン像』（コナン・ドイル、岩崎書店、名探偵シャーロック・ホームズ) 1989.6
- 『いなくなったラグビー選手』（コナン・ドイル、岩崎書店、名探偵シャーロック・ホームズ) 1989.7
- 『消えたカーファクス姫』（コナン・ドイル、岩崎書店、名探偵シャーロック・ホームズ) 1989.11
- 『死にかかった探偵』（コナン・ドイル、岩崎書店、名探偵シャーロック・ホームズ) 1990.1
- 『名馬銀星号のなぞ』（コナン・ドイル、フレーベル館、ミステリー劇場) 1997.2
- 『はう男のひみつ』（コナン・ドイル、岩崎書店、名探偵シャーロック・ホームズ) 1999.12
- 『ライオンのたてがみ事件』（コナン・ドイル、岩崎書店、名探偵シャーロックホームズ) 2000.1
- 『引退した絵具屋のなぞ』（コナン・ドイル、岩崎書店、名探偵シャーロック・ホームズ) 2000.3

### アガサ・クリスティー
- 『エジプト王ののろい』（アガサ・クリスティー、フレーベル館、ミステリー劇場) 1996.12
- 『青いゼラニウム』（アガサ・クリスティー、フレーベル館、ミステリー劇場) 1997.3
- 『ABC殺人事件』（アガサ・クリスティー、汐文社、名探偵ポワロとミス・マープル） 2004
- 『風変わりないたずら』（アガサ・クリスティー、汐文社、名探偵ポワロとミス・マープル) 2004.12
- 『クリスマスの悲劇』（アガサ・クリスティー、汐文社、名探偵ポワロとミス・マープル) 2005.3
- 『西洋の星盗難事件』（アガサ＝クリスティー、汐文社、名探偵ポワロとミス・マープル) 2005.3

### 「ハルとロジャーの冒険大作戦」
- 『ゴリラの逆襲』（ウイラード・プライス、集英社、ハルとロジャーの冒険大作戦) 1973
- 『ケニアの人食いライオン』（ウイラード・プライス、集英社、ハルとロジャーの冒険大作戦) 1974
- 『まぼろしの真珠島』（プライス、集英社、ハルとロジャーの冒険大作戦) 1974
- 『スペイン帆船の秘宝』（プライス、集英社、ハルとロジャーの冒険大作戦) 1974
- 『恐怖のヒョウ人間』（プライス、集英社、ハルとロジャーの冒険大作戦) 1974
- 『海底都市の黄金』（プライス、集英社、ハルとロジャーの冒険大作戦) 1974